# Åremorden
Åremorden és una sèrie policial sueca que es va estrenar a Netflix el 6 de febrer de 2025. Va ser dirigida per Joakim Eliasson i Alain Darborg, mentre que Karin Gidfors i Jimmy Lindgren van ocupar-se del guió. La primera temporada de la sèrie consta de cinc episodis. La sèrie es basa en les dues primeres novel·les de Viveca Sten de la saga dels crims d'Åre, Offermakaren i Dalskuggan. S'ha subtitulat al català.

## Sinopsi
La sèrie gira al voltant dels dos policies Daniel Lindskog i Hanna Ahlander que, malgrat els recursos limitats, malden per resoldre greus crims a les muntanyes de Jämtland. Una jove desapareix la nit de Santa Llúcia i Ahlander comença a investigar el cas amb l'ajuda de Lindskog.

## Repartiment
- Carla Sehn - Hanna Ahlander
- Kardo Razzazi - Daniel Lindskog
- Charlie Gustavsson - Anton Lundin
- Francisco Sobrado - Raffe Herreda
- Maxida Märak - Ylva Labba
- Pia Johansson - Birgitta Grip
- Cora Watson - Lydia